# Червоненська селищна рада
Черво́ненська се́лищна ра́да (до 1938 року — Червінська сільська рада) — орган місцевого самоврядування Червоненської селищної територіальної громади Бердичівського району Житомирської області. Розміщується в смт Червоне.

## Склад ради

### VII скликання
Рада складається з 22 депутатів та голови.
Перші вибори депутатів ради громади та Червоненського селищного голови (голови громади) відбулись одночасно з черговими місцевими виборами — 25 жовтня 2015 року. Було обрано 22 депутати-самовисуванці.
Головою громади обрали позапартійного самовисуванця Юрія Валентиновича Ящука, тодішнього Червоненського селищного голову.
При селищній раді працюють дві постійні депутатські комісії: з питань планування, фінансів, бюджету, соціально-економічного розвитку, промисловості, підприємництва, транспорту, зв'язку, сфери послуг, житлово-комунального господарства, містобудування, будівництва, земельних відносин, АПК та охорони природи; з питань освіти, культури, молоді, фізичної культури, спорту, охорони здоров'я, соціального захисту населення, прав людини, законності, депутатської діяльності і етики та місцевого самоврядування.

### VI скликання
За результатами місцевих виборів 2010 року депутатами ради стали:

#### За суб'єктами висування
| Суб'єкт висування                                       | Кількість обраних депутатів | %  |
| ------------------------------------------------------- | --------------------------- | -- |
| Самовисування                                           | 14                          | 70 |
| Партія регіонів                                         | 4                           | 20 |
| Комуністична партія України                             | 1                           | 5  |
| Політична партія Всеукраїнське об'єднання «Батьківщина» | 1                           | 5  |

#### За округами
| № округу                                                | Прізвище, ім'я, по батькові     | Дата визнання обраним | Освіта  | Партійна приналежність | Відомості про обраного депутата                                   |
| ------------------------------------------------------- | ------------------------------- | --------------------- | ------- | ---------------------- | ----------------------------------------------------------------- |
| Комуністична партія України                             |                                 |                       |         |                        |                                                                   |
| 3                                                       | Волчок Олександр Анатолійович   | 01.11.2010            | вища    | позапартійний          | Укртелеком, дільничий монтер                                      |
| Партія регіонів                                         |                                 |                       |         |                        |                                                                   |
| 1                                                       | Андрійчук Тетяна Григорівна     | 01.11.2010            | вища    | член Партії регіонів   | ВАТ Червонсь кий цукровик, інспектор від. кадрів                  |
| 12                                                      | Журбіцький Олег Васильович      | 01.11.2010            | вища    | член Партії регіонів   | ЗАТ"Ліктрави", охоронець                                          |
| 13                                                      | Іщук Ліна Миколаївна            | 01.11.2010            | вища    | член Партії регіонів   | Червоненська загальноосвітня школа I-III ст., вчцгель             |
| 19                                                      | Полковнійчук Іван Миколайович   | 01.11.2010            | вища    | позапартійний          | Червонська лікарня, фельдшер                                      |
| Політична партія Всеукраїнське об'єднання «Батьківщина» |                                 |                       |         |                        |                                                                   |
| 18                                                      | Атаманюк Ірина Іванівна         | 01.11.2010            | вища    | позапартійна           | Червоненська загальноосвітня школа I-III ст., заступник директора |
| Самовисування                                           |                                 |                       |         |                        |                                                                   |
| 2                                                       | Лозовський Віктор Янович        | 01.11.2010            | вища    | позапартійний          | Червоненський ЗПТ, юрист                                          |
| 4                                                       | Паламарчук Павло Васильович     | 01.11.2010            | вища    | позапартійний          | пенсіонер                                                         |
| 5                                                       | Мейнарович Жанна Петрівна       | 01.11.2010            | вища    | позапартійна           | Червоненська Селищна рада, бухгалтер                              |
| 6                                                       | Юстимчук Юлія Броніславівна     | 01.11.2010            | середня | позапартійна           | Андрушівський територіальний центр, соцпрацівник                  |
| 7                                                       | Журбіцька Світлана Вікторівна   | 01.11.2010            | вища    | позапартійна           | Червоненська Селищна рада, головний бухгалтер                     |
| 8                                                       | Михальська Любов Володимирівна  | 01.11.2010            | вища    | позапартійна           | Червоне Аптека № 50, фармацевт                                    |
| 9                                                       | Козиренко Галина Іванівна       | 01.11.2010            | вища    | позапартійна           | Червоненська селищна рада, секретар                               |
| 10                                                      | Стельмах Олег Валентинович      | 01.11.2010            | середня | позапартійний          | тимчасово не працює                                               |
| 11                                                      | Лисюк Надія Леонідівна          | 01.11.2010            | вища    | позапартійна           | Червоненськ. будин культ, директор                                |
| 14                                                      | Бачинський Володимир Степанович | 01.11.2010            | вища    | позапартійний          | Андрушівське відділення «Приватбанк», керуючий                    |
| 15                                                      | Кондратюк Василь Іванович       | 01.11.2010            | середня | позапартійний          | ВАТ"Червонс кий цукровик", водій                                  |
| 16                                                      | Шевцов Володимир Олексійович    | 01.11.2010            | вища    | позапартійний          | Червоненська Селищна рада, землевпо                               |
| 17                                                      | Заславська Валентина Борисівна  | 01.11.2010            | вища    | позапартійна           | ДНЗ"Калинка", вихователь                                          |
| 20                                                      | Балюк Альона Миколаївна         | 01.11.2010            | вища    | позапартійна           | Управління праці та соцза хисту насел.-, директор                 |

### Керівний склад попередніх скликань
| Прізвище, ім'я, по батькові  | Основні відомості                                                | Суб'єкт висування | Дата обрання | Дата звільнення |
| ---------------------------- | ---------------------------------------------------------------- | ----------------- | ------------ | --------------- |
| Науменко Анатолій Григорович | Селищний голова, 1957 року народження, безпартійний              |                   | 26.03.2006   | 31.10.2010      |
| Ящук Юрій Валентинович       | Селищний голова, 1975 року народження, освіта вища, безпартійний |                   | 31.10.2010   | 25.10.2015      |
| Ящук Юрій Валентинович       | Селищний голова, 1975 року народження, освіта вища, безпартійний | самовисування     | 25.10.2015   | 25.10.2020      |

Примітка: таблиця складена за даними сайту Верховної Ради України

## Історія
Створена 1923 року як Червінська сільська рада, в складі с. Червоне, виселків Польовий Тік (згодом — Тік), Червінська гуральня, Червінська економія, хуторів Попів, Шевченків та лісової сторожки Чорні Лози Солотвинської волості Житомирського повіту Волинської губернії. 20 жовтня 1938 року реорганізована у селищну раду. Станом на 1 жовтня 1941 року хутори Шевченків, вис. Червінська гуральня та ліс. стор. Чорні Лози не значилися на обліку населених пунктів.
Станом на 1 вересня 1946 року селищна рада входила до складу Андрушівського району Житомирської області, на обліку в раді перебували смт Червоне та хутір Тік, вис. Червінська економія не значився на обліку населених пунктів. Станом на 1 березня 1961 року х. Тік не значився на обліку населених пунктів.
На 1 січня 1972 року селищна рада входила до складу Андрушівського району Житомирської області, на обліку в раді перебувало смт Червоне.
До 10 серпня 2015 року — адміністративно-територіальна одиниця в Андрушівському районі Житомирської області з територією 32,592 км² та населенням 2 880 осіб (станом на 1 листопада 2012 року).
Входила до складу Коднянського (Солотвинського, 7.03.1923 р.) та Андрушівського (27.06.1925 р.) районів.

### Населення
Кількість населення ради станом на 1923 рік становила 3 437 осіб, кількість дворів — 441.
Відповідно до перепису населення СРСР, станом на 17 грудня 1926 року, чисельність населення ради становила 3 596 осіб, з них, за статтю: чоловіків — 1 880, жінок — 2 016, етнічний склад: українців — 2 748, росіян — 145, євреїв — 877, поляків — 81, чехів — 4, інших — 41. Кількість господарств — 881, з них несільського типу — 463.
Відповідно до результатів перепису населення СРСР, кількість населення ради станом на 12 січня 1989 року становила 3 363 особи.
Станом на 5 грудня 2001 року, відповідно до перепису населення України, кількість мешканців сільської ради становила 2 974 особи.